# Смирновская улица (Люберцы)
Смирновская улица — улица в южной части города Люберцы, одна из основных и наиболее загруженных улиц города.
Улица является продолжением Дзержинского шоссе на территории Люберец. Проходит вдоль железнодорожной ветки Панки—Дзержинская, далее поворачивает налево и идёт до станции Люберцы, пересекая Октябрьский проспект.

## Транспортная загруженность
Смирновская улица является одной из самых загруженных городских улиц. Связано это с расположением в конце улицы автостанции, обеспечивающей жителям доступ к станции Люберцы, и, в немалой степени, с реконструкцией транспортной развязки на пересечении с Новорязанским шоссе. Также на загруженность влияет одноуровневое пересечение с Октябрьским проспектом, известное в народе как «Крест». В этом месте в час пик образуется пробка, держащая транспортные потоки обеих магистралей. Проблема может быть решена строительством здесь путепровода или развязки, а также реконструкцией подземного пешеходного перехода с выходами на все четыре стороны перекрёстка, но пока таких планов в перспективах развития Люберец нет.

## Перспективы
В будущем планируется строительство дублёра Смирновской улицы от пересечения с улицей Московской. Предполагается, что дублёр пройдет между городским парком и железнодорожной ветки Панки—Дзержинская, уйдёт под путепровод Октябрьского проспекта над железной дорогой и соединится с тупиковым ныне проездом, проходящим вдоль моста и до тоннеля на Волковской улице. Тем не менее, сроки строительства постоянно откладываются.

## Нумерация домов
Нумерация домов по Смирновской улице начинается от пересечения с улицей Калараш, но к улице также причисляют проезд от этого пересечения до Дзержинского шоссе. На некоторых старых картах-схемах этот участок относили к Дзержинскому шоссе.

## Примечательные здания и сооружения

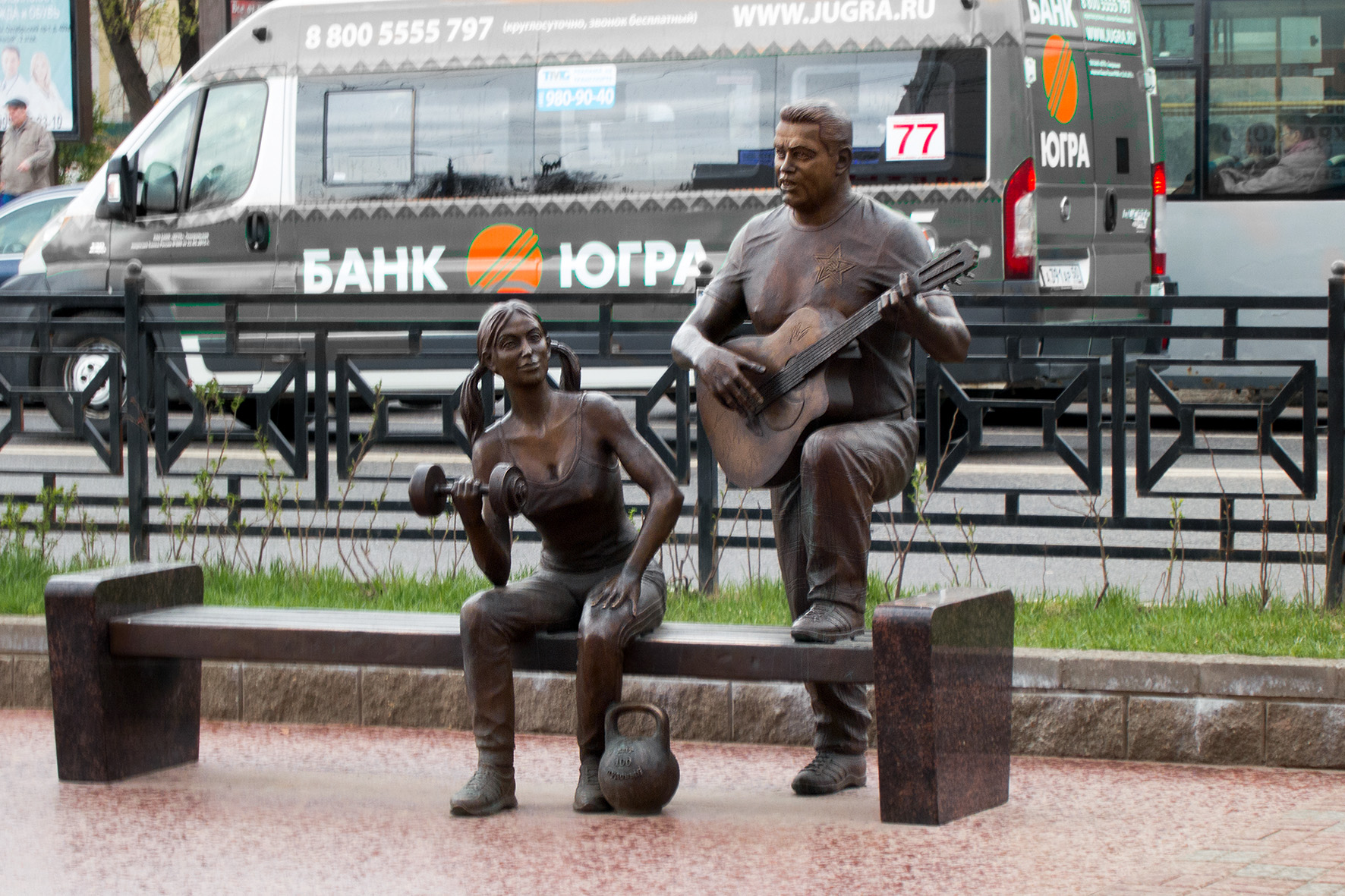
Скульптурная композиция, посвящённая Расторгуеву и группе «Любэ»

5 сентября 2015 года на улице Смирновской установлена скульптурная композиция «Ребята с нашего двора» (скульптор Александр Рожников), посвящённая Николаю Расторгуеву и группе «Любэ».